# Diocèse de Lugo
Le diocèse de Lugo (en latin : dioecesis Lucensis in Hispania ; en espagnol : diócesis de Lugo) est un diocèse de l'Église catholique en Espagne, suffragant de l'archidiocèse de Saint-Jacques-de-Compostelle.

## Territoire

Carte des diocèses d'Espagne avec le diocèse de Lugo en rouge

Le diocèse se situe dans la partie sud de la province de Lugo avec les comarques de A Ulloa, de Fonsagrada (es), de Os Ancares, de Tierra de Lemos (es), de Chantada, de Lugo, de Quiroga (es), de Sarria, de Meira (es) (sauf Riotorto du diocèse de Mondoñedo-Ferrol). Il comprend aussi une petite partie de la province de Pontevedra avec la comarque de Deza et de la province de La Corogne avec la comarque de Terra de Melide (sauf Sobrado de l'archidiocèse de Saint-Jacques-de-Compostelle).
Le diocèse de Lugo a son évêché à Lugo où se trouve la cathédrale Sainte-Marie, il est suffragant de l'archidiocèse de Saint-Jacques-de-Compostelle et possède un territoire d'une superficie de 7780 km2, c'est le diocèse qui possède le plus grand nombre de paroisses en Espagne avec 1138 paroisses regroupées en 28 archidiaconés.

## Histoire
Selon la tradition, la région est évangélisée par l'apôtre saint Jacques. Le diocèse est probablement né au IIe siècle et couvrait environ la moitié de la province romaine de Gallaecia. La cathédrale d'origine est décrite en 832 et servira de modèle pour la cathédrale d'Oviedo. Au milieu du VIe siècle, le diocèse cède une partie de son territoire pour la création du diocèse de Bretoña (aujourd'hui diocèse de Mondoñedo-Ferrol).
Après la conversion au catholicisme de tout le royaume suève vers 560 par le roi Théodemir et influencé par Martin de Braga au premier Concile de Lugo de 569, Lugo est élevé au rang d'archidiocèse métropolitain avec pour suffragants ceux de Tuy, Iria-Flavia, Bretoña, Orense et Astorga qui étaient auparavant suffragants de Braga. Cela ne dure pas longtemps car le roi wisigoth Léovigild conquiert le royaume souabe en 585, et remet les diocèses à leur ancien état tout en imposant l'arianisme. Quatre ans plus tard, sous le règne de Récarède Ier, le IIIe concile de Tolède restaure le catholicisme comme religion officielle mais le siège de Lugo reste suffragant de Braga.
Les musulmans prennent Lugo en 713 mais elle est reconquise par les chrétiens en 745 et sa dignité métropolitaine est restaurée. En 832, les villes de Braga et d'Orense sont affectées à l'archidiocèse de Lugo à condition de les céder à nouveau après la restauration des sièges respectifs. Les évêques résidant à Lugo portent le titre d'archevêques de Braga et Lugo. La première reconquête est le diocèse d'Orense en 886 avec ses anciennes frontières, il s'ensuit un différend territorial jusqu'à l'intervention du pape Lucius III en 1185.
L'archidiocèse de Braga est restauré en 1071 et il est probable que Lugo reçoit comme compensation des territoires faisant partie du diocèse d'Oviedo ; la même année, le diocèse de Lugo perd son rang d'archidiocèse et devient suffragant de l'archidiocèse de Braga. Le 27 février 1120, il est incorporé dans la province ecclésiastique de l'archidiocèse de Saint-Jacques-de-Compostelle. En 1129 la construction d'une nouvelle cathédrale est décidée qui ne sera finie qu'en 1880, la cathédrale présente donc différents styles : roman, gothique, baroque et renaissance.
Un séminaire diocésain est créé le 13 juin 1599 mais ne commence son activité qu'en 1624 en raison de problèmes économiques. À l'origine, chaque archidiaconé avait droit à un certain nombre de places au séminaire déterminées conformément à sa contribution financière. En 1645 le diocèse est divisé en 39 archidiaconés réduits à 35 en 1768 avec trois prieurés bénédictins régis par l'abbé du monastère de San Julián de Samos (es) et formant une prélature territoriale, cette dernière est abolie au XIXe siècle après le désamortissement de Mendizábal, une loi d'expropriation des biens de main morte qui touche particulièrement les instituts religieux. Le 9 août 1890 une nouvelle subdivision paroissiale est suivie de nombreuses réformes au cours du XXe siècle. Le 17 octobre 1954, les limites du diocèse sont modifiés à nouveau pour l'adapter à celles de la province administrative.

## Source
- (es) Cet article est partiellement ou en totalité issu de l’article de Wikipédia en espagnol intitulé « Diócesis de Lugo » (voir la liste des auteurs).